# Teemu Kattilakoski
Teemu Antero Kattilakoski (Kannus, 16 dicembre 1977) è un ex fondista finlandese.

## Biografia
In Coppa del Mondo ha esordito il 28 novembre 1998 a Muonio (33°), ha ottenuto il primo podio il 13 gennaio 2002 a Nové Město na Moravě (3°) e la prima vittoria il 1º dicembre 2002 a Kuusamo.
In carriera ha preso parte a tre edizioni dei Giochi olimpici invernali, Salt Lake City 2002 (35° nella 30 km, 11° nella staffetta), Torino 2006 (43° nella 50 km, 10° nella staffetta) e Vancouver 2010 (27° nella 15 km, 5° nella staffetta), e a cinque dei Campionati mondiali, vincendo una medaglia.

## Palmarès

### Mondiali
- 1 medaglia:
  - 1 bronzo (staffetta a Liberec 2009)

### Coppa del Mondo
- Miglior piazzamento in classifica generale: 65º nel 2000
- 2 podi (entrambi a squadre[1]):
  - 1 vittoria
  - 1 terzo posto

#### Coppa del Mondo - vittorie
| Data             | Località | Nazione   | Spec.                                                                      |
| ---------------- | -------- | --------- | -------------------------------------------------------------------------- |
| 1º dicembre 2002 | Kuusamo  | Finlandia | MX 2x5 km + 2x10 km (con Annmari Viljanmaa, Ari Palolahti e Pirjo Muranen) |

Legenda:

MX = staffetta mista

### Marathon Cup
- Miglior piazzamento in classifica generale: 17º nel 2009
- 2 podi:
  - 2 terzi posti